# Vòng hoa gạo

Vòng hoa gạo của nhóm nhạc EXO

Vòng hoa gạo hay fan rice (tiếng Hàn: 쌀 기부), bao gồm các túi gạo được xếp ngay ngắn, trang trí bởi các dải ruy băng và ảnh là những món quà mà người hâm mộ K-pop gửi đến thần tượng của họ tại các sự kiện họp báo hay các buổi hòa nhạc. Khối lượng gạo có thể từ vài chục kilogam đến hàng tấn. Gạo trong các vòng hoa sau khi sự kiện kết thúc được gửi tặng đến những người nghèo với danh nghĩa thần tượng.

## Lịch sử
Vòng hoa gạo đầu tiên được người hâm mộ của Shin Hye-sung gửi đến buổi hòa nhạc của anh vào ngày 11 tháng 8 năm 2007. Trào lưu này bắt đầu nở rộ từ cuối những năm 2000 khi người hâm mộ gửi đồ ăn đến thần tượng của họ; đến năm 2011 trào lưu này được nâng tầm thành một nét văn hóa. Ngày nay, tại Hàn Quốc, có những công ty được thành lập dành riêng cho việc tạo vòng hoa gạo này.

## Đặc điểm
Người hâm mộ mua các túi gạo và tặng cho nghệ sĩ mà họ hâm mộ. Gạo của vòng hoa đóng gói trong các túi 20 kilogam, được mua từ các nông trại địa phương, xếp thành tháp và gửi đến địa điểm mà người mua yêu cầu, thường là các sân vận động nơi tổ chức hòa nhạc hay các buổi họp báo. Trên các vòng hoa, người hâm mộ thường ghi lời chúc của họ kèm với ảnh thần tượng. Việc tặng gạo thể hiện rằng người hâm mộ có trách nhiệm với xã hội, thể hiện sự tôn trọng với nghệ sĩ. Việc gửi các túi gạo cũng xuất hiện ở Nhật Bản, và được xem là một phần của làn sóng Hàn Quốc.

## Những vòng hoa lớn nhất
Vào năm 2013, kỷ lục vòng hoa lớn nhất được ghi nhận là của người hâm mộ nhóm nhạc 2PM, khi đã quyên góp được 28,088 tấn từ các fan-club ở quốc gia khác nhau vào ngày cuối của buổi hòa nhạc What Time Is It.
Tại buổi hòa nhạc The Best Show Tour của Rain, fan-club đến từ Hàn Quốc "Cloud Korea" của anh đã dành tặng 3,61 tấn gạo cho những người nghèo.